# Olga Baclanova
Olga Baclanova, vero nome Ol'ga Vladimirovnanota Baklanova (in russo О́льга Влади́мировна Бакла́нова?; Mosca, 19 agosto 1893 – Vevey, 6 settembre 1974), è stata un'attrice russa.

## Biografia

### Giovinezza
Nata a Mosca da una famiglia di artisti, sua madre, Aleksandra Baklanova, era una promessa del teatro russo, che rinunciò alla carriera per stare al fianco di suo marito Vladimir e dei suoi sei figli. All'età di sei anni, la piccola Ol'ga assistette ad una rappresentazione teatrale accompagnata da suo padre e si innamorò del mondo della recitazione. Dopo aver conseguito i suoi studi umanistici all'Istituto Černjavskij di Mosca, proseguì la sua formazione artistica presso il prestigioso Teatro d'arte di Mosca, dove entrò nel 1912 a soli sedici anni. Durante gli studi, nel periodo estivo, era solita trascorrere le vacanze in Crimea, dove conobbe Kostantin Stanislavskij e il drammaturgo Vladimir Nemirovič-Dančenko che le consigliarono di tentare la via del cinema. Sebbene non esistano prove oggettive, sembra che nel 1914, proprio grazie all'appoggio dei due grandi artisti russi, la Baklanova abbia partecipato come esordiente ad alcune pellicole, di cui però non resta traccia, e tra i suoi compagni di ripresa sembra ci sia stata anche la grande attrice Marija Uspenskaja.
Nel 1917, con la caduta dello Zar, la sua famiglia subì le repressioni dei Bolscevichi, che uccisero il padre e confinarono l'intera famiglia all'interno di una sola stanza della loro magione. Per ragioni di convenienza la giovane Ol'ga fu costretta a sposare un avvocato di nome Vladlimir Zoppi, e dovette recitare nel primo film propagandistico del nuovo regime dal titolo Chleb, diretto e recitato da Richard Boleslawski, per permettere alla famiglia di non soffrire nuove rappresaglie.

### Il trasferimento negli Stati Uniti
Nel 1919 il suo mentore Nemirovič-Dančenko decise di istituire all'interno del Teatro d'arte di Mosca la sezione Teatro Musicale con l'intento di creare allestimenti dei grandi classici del teatro con impostazioni d'avanguardia e sperimentali. Tra il 1920 e il 1925 la Baklanova fu la prima attrice di ben cinque di questi spettacoli, per i quali si perfezionò studiando danza e tecniche di canto. Nel 1925 venne insignita dell'onorificenza di Attrice del popolo dell'Unione Sovietica. Alcuni mesi dopo il Teatro d'arte di Mosca si preparò ad una tournée che attraversò l'Europa e giunse sino negli Stati Uniti, facendo il suo debutto in dicembre a New York. La tournée americana era stata organizzata dal celebre impresario Morris Gest il quale incoraggiò e convinse l'attrice a disertare dalla sua compagnia teatrale che sarebbe partita a metà del 1926 e di restare negli Stati Uniti.
La Baklanova venne invitata a tentare la via del cinema e fece così il suo debutto cinematografico (semplificando il suo nome in Olga Baclanova) nel 1927, nella pellicola The Dove per la regia di Roland West. Protagonista del film era Norma Talmadge, e la Baclanova ebbe solo una particina, poco più che un'apparizione. Tanto bastò, comunque, per farla notare. Il grande attore tedesco Conrad Veidt, che aveva lasciato la Germania per lavorare a Hollywood, la volle al suo fianco per il suo debutto americano in L'uomo che ride (1928), un film drammatico tratto da un romanzo di Victor Hugo. Il regista era Paul Leni, un altro grande nome del cinema europeo trasferito in California. Questa volta, il ruolo della duchessa Josiana nel film metteva Baclanova tra le protagoniste. Quando uscì, L'uomo che ride ebbe un tale successo che la Paramount ne preparò subito la versione sonorizzata e offrì un nuovo film all'attrice russa, La via del male (1928), diretto da Ludwig Berger, Mauritz Stiller, Lothar Mendes e Josef von Sternberg. Nell'estate del 1928, la Paramount offrì alla Baclanova un contratto di cinque anni. Venne scritturata per interpretare i due più importanti film di quel momento prodotti dalla nota casa cinematografica: I dannati dell'oceano di Josef von Sternberg e Eliotropio (Forgotten Faces) di Victor Schertzinger. Di quello stesso anno sono Vita nuova (Three Sinners) con Pola Negri e il western Frana, tratto da un soggetto di Zane Grey e diretto da Otto Brower.

### Le difficoltà con il sonoro e il finale di carriera
Con l'avvento del sonoro la Paramount, all'epoca in serie difficoltà economiche, decise di recuperare il terreno perso nei confronti delle altre case di produzione, investendo in una nuova pellicola, The Wolf of Wall Street al fianco di George Bancroft. La pellicola fu un successo di pubblico ma fu di funesto auspicio per l'attrice, il cui forte accento russo, che rendeva spesso incomprensibili le sue battute, venne da allora in poi sempre collegato al suo volto, diventando una sorta di marchio per i suoi personaggi, costringendola nell'angusto cliché della donna dell'Est.
La Baclanova fu così costretta ad accettare la parte di una moglie senza scrupoli, di origini russe, nella pellicola A Dangerous Woman (1929), che fu la sua seconda interpretazione con l'apporto del sonoro, e in The Man I Love (1929) di William A. Wellman nel ruolo di una ricca donna, Sonia Barondoff, innamorata di un pugile, interpretato da Richard Arlen.
Nel 1929, stanca di essere costretta in personaggi stereotipati legati al suo forte accento, decise di citare in giudizio il suo primo manager, Al Rosen, per chiedere lo scioglimento del contratto. La motivazione ufficiale fu che l'attrice non era consapevole della durata quinquennale del contratto al momento della firma, a causa della sua scarsa confidenza con la lingua inglese. L'attrice vinse la causa e nell'estate dello stesso anno decise di sposare il suo fidanzato Nicholas Soussanin, un attore di scarso talento, che ricopriva vari ruoli minori in molte pellicole dell'epoca. In quello stesso periodo firmò un nuovo contratto con la Paramount, che però le rifiutò ruoli di prima attrice.
Tuttavia, dopo un tentativo di promozione pubblicitaria per rinnovare la sua immagine, in novembre la casa cinematografica decise di rescindere il contratto con la Baclanova, che accettò l'offerta del regista britannico Herbert Wilcox per un ruolo nella pellicola The Life of Beethoven girata in Inghilterra. Tuttavia, dopo essere partita con suo marito presso gli studi di produzione, le riprese vennero interrotte dopo soli due mesi e l'attrice fu costretta a tornare a Hollywood. Qui accettò di interpretare due musical per conto della Twentieth Century Fox, Cheer Up and Smile di Sidney Lanfield e Are You There? di Hamilton MacFadden. In entrambi i film si trovò nuovamente prigioniera della sua immagine di femme fatale, rafforzando così il nomignolo di Tigre Russa. Durante le riprese dell'ultima pellicola, l'attrice era già in stato interessante e alla nascita di suo figlio restò per un anno lontano dal set.
Al suo ritorno sul set, a metà del 1931, recitò nel film The Great Lover prodotto dalla Metro-Goldwyn-Mayer, che segnò il debutto dell'attrice Irene Dunne in qualità di cantante. La critica salutò con favore la sua interpretazione di una cantante d'opera di mezza età, ma ciò non fu sufficiente per convincere l'attrice ad abbandonare temporaneamente il mondo del cinema per ritornare al teatro. Nell'ottobre del 1931 apparve nell'allestimento di Silent Witness al fianco di Branwell Fletcher, spettacolo che segnò l'esordio di Lionel Atwill sui palcoscenici di Broadway.
In novembre, la MGM la chiamò per interpretare il ruolo di Cleopatra nel capolavoro di Tod Browning Freaks (1932), una pellicola maledetta, criticata e denigrata al tempo della sua uscita, ma divenuta poi un cult movie a partire dagli anni settanta. Al termine della sua carriera si ritirò, forse per motivi di salute, in Svizzera, a Vevey, dove morì nella sua abitazione il 6 settembre 1974.

## Filmografia
- Simfonija ljubvi i smerti, regia di Viktor Turžanskij (1914)
- Velikij Magaraz, regia di Viktor Turžanskij (1915)
- The Dove, regia di Roland West (1927)
- The Czarina's Secret, regia di Roy William Neill (1928)
- Vita nuova (Three Sinners), regia di Rowland V. Lee (1928)
- L'uomo che ride (The Man Who Laughs), regia di Paul Leni (1928)
- La via del male (Street of Sin), regia di Mauritz Stiller (1928)
- Eliotropio (Forgotten Faces), regia di Victor Schertzinger (1928)
- I dannati dell'oceano (The Docks of New York), regia di Josef von Sternberg (1928)
- La donna contesa (The Woman Disputed), regia di Henry King, Sam Taylor - scene cancellate (1928)
- Frana (Avalanche), regia di Otto Brower (1928)
- Lo sparviero di Wall Street (The Wolf of Wall Street), regia di Rowland V. Lee (1929)
- Dangerous Woman - Una donna pericolosa (A Dangerous Woman), regia di Gerald Grove, Rowland V. Lee (1929)
- The Man I Love, regia di William A. Wellman (1929)
- Cheer Up and Smile, regia di Sidney Lanfield (1930)
- Are You There?, regia di Hamilton MacFadden (1930)
- Tante donne e nessuna (The Great Lover), regia di Harry Beaumont (1931)
- Freaks, regia di Tod Browning (1932)
- Downstairs, regia di Monta Bell (1932)
- Lo scandalo dei miliardi (Billion Dollar Scandal), regia di Harry Joe Brown (1933)
- Telephone Blues, regia di Milton Schwarzwald (1935)
- The Singing Silhouette, regia di Joseph Henabery (1935)
- The Double Crossky, regia di Joseph Henabery (1936)
- Claudia, regia di Edmund Goulding (1943)